# Rede Mulher Empreendedora
A Rede Mulher Empreendedora é a primeira plataforma de apoio ao empreendedorismo feminino brasileira, que tem como propósito empoderar empreendedoras economicamente, garantindo sua independência financeira e de decisão sobre seus negócios e suas vidas.
Idealizada em 2010, por Ana Lúcia Fontes, durante o “Programa 10 mil Mulheres da FGV”, a Rede Mulher Empreendedora começou como um blog, onde Ana Fontes compartilhava aprendizados e experiências com outras mulheres empreendedoras. O projeto foi evoluindo, tornou-se um grupo e depois foi se moldando no negócio social que é hoje.
A RME, como é conhecida, oferece, para as mais de 500 mil empreendedoras cadastradas, site  com conteúdo relevante e de qualidade, dicas e notícias; promove eventos de networking, cursos, mentorias, inspiração; realiza parcerias com empresas que acreditam na causa do empreendedorismo feminino para levar oportunidades e facilidades para as mulheres; disponibiliza espaço publicitário em destaque no site, por meio do marketplace; faz indicações para fomentar o comércio entre pequenas mulheres donas de negócio. Além disso, conta com um grupo de apoio, com mais de 45 mil membros, no qual a sororidade é promovida por meio de discussões e ajuda mútua.
A RME está presente na realização de eventos que estimulam o empreendedorismo e o empoderamento feminino como Fórum Empreendedor; Café com Empreendedoras; Virada Empreendedora; Mentoring Walk; entre outros. Além disso,é responsável pelas pesquisas “Quem são elas” e “Empreendedoras e seus negócios” 
A RME possui duas vertentes, o Instituto Rede Mulher Empreendedora criado em 2017  com o objetivo de trabalhar com mulheres em situação de vulnerabilidade e a Aceleradora Herd fundada em 2018 com o  propósito de assegurar a igualdade de gênero e fortalecer economicamente as mulheres através do empreendedorismo feminino no Brasil.
A RME é signatária dos princípios de empoderamento da ONU Mulheres e foi vencedora do edital Goldman Sachs & Fortune Global Women Leaders Mentoring Award, em 2017; e recebeu Menção Honrosa no WEP’s, em 2016.
O Decreto nº 11.994, de 10 de abril de 2024, marca uma evolução significativa no cenário do empreendedorismo feminino no Brasil. Ao instituir a Estratégia Nacional de Empreendedorismo Feminino - Estratégia Elas Empreendem e o Comitê de Empreendedorismo Feminino, o governo reconhece a importância do empreendedorismo como instrumento de inclusão social e econômica. Essa medida demonstra um avanço na valorização do papel das mulheres no mundo dos negócios, promovendo diretrizes claras para garantir equidade, acesso a oportunidades e ambiente favorável ao desenvolvimento de empreendimentos liderados por mulheres. Essa evolução legislativa reflete um compromisso mais sólido com a promoção do empreendedorismo feminino e sua contribuição para o crescimento econômico e social do país.